# Laly Cobas
Laly Cobas (Buenos Aires, Argentina, 1953 - ibídem, 6 de mayo de 2012) fue una periodista y conductora argentina.

## Carrera
Cobas fue una destacada periodista de los noticieros de Canal 11 y Telefé entre los años '80 y '90, donde impuso su voz modulada y característica, un vocabulario eficiente y un perfil periodístico serio. Era también Locutora Nacional Matrícula N° 1.954, egresada del ISER. Trabajó en la película Venido a menos (1984).
Fue compañera de notables periodistas de la talla de Juan Carlos Pérez Loizeau, Amalia Rosas, Carlos Asnaghi, Rosario Lufrano, Franco Salomone, Jorge Jacobson, Fanny Mandelbaum, Jorge Pizarro, Daniel Frescó, Ulises Lencina, Rosemarie, Eduardo Palucci, Paula Trapani, Fabián Rousselot, Fernando Menéndez, Dolores Cahen D'Anvers y Omar Fajardo, entre otros.
Solía ser noticia por las continuas agresiones de las que era objeto por parte de patovicas o guardaespaldas de diferente personalidades a las que entrevistaba. El 27 de agosto de 1993, durante una entrevista al periodista Hernán López Echagüe frente a su casa de Entre Ríos al 900 que estaba siendo emitida en vivo, fue agredida por un sujeto corpulento quien la tomó del cuello y la zamarreó. En julio de 1994 la periodista y un camarógrafo fueron violentados por dos hombres y una mujer cuando intentaban hacer una nota acerca de una supuesta coima denunciada en la Municipalidad de la Ciudad de Buenos Aires.
Un vídeo de una entrevista con el entonces presidente Carlos Menem en 1993 en el que Cobas le pregunta sobre distintas agresiones a periodistas ocurridos poco tiempo antes se reenvió en las redes a través de internet como ejemplo de la adopción de una postura firme, pero también respetuosa, frente al poder político, en defensa de la libertad de expresión, la integridad de los colegas y la buena información. También se la recuerda entrevistando a Zulemita Menem junto al coche el día de la trágica muerte de Carlos Menem Jr. en 1995.

## Televisión
- 1973-1974: Teleshow, junto a Víctor Sueiro, José de Zer, Hernán Rapela y Alfredo Garrido
- 1980: Buenas tardes, mucho gusto, emitido por Canal 13
- 1980: Toda la gente, junto a  Canela, Clara Fontana, Graciela Guardone y Dionisia Fontán
- 1981: Noticias Once primera edición, junto a Enrique Rial Martínez y Amalia Rosas
- 1987-1988: Atardecer, junto a Santo Biasatti, Juan Carlos "Pichuqui" Mendizábal, Franco Salomone, Roberto Maidana, Fabián Rousselot, Dr. Eduardo Lorenzo Borocotó, Luis Pedro Toni, Ulises Lencina, Fernando Abal, María Elvira Areces y Nadia Zyncenko
- 1988-1989: La Noticia al Atardecer, junto a Santo Biasatti, Jorge "Chacho" Marchetti, Roberto Maidana, Franco Salomone, Fabián Rousselot, Dr. Eduardo Lorenzo Borocotó, Ulises Lencina, Fernando Abal, María Elvira Areces y Nadia Zyncenko
- 1989-1990: A las 7 de la Tarde, junto a Andrés Percivale, Santo Biasatti, Roberto Maidana, María Areces, Julio Ricardo, Jorge Jacobson, Adrián Paenza, Emilio Ariño, Rosemarie, Daniel Fernández Canedo, Daniel Frescó, Ulises Lencina, Ricardo Ruiz, Fanny Mandelbaum, Fabián Rousselot y Roberto Di Sandro
- 1990-1998: Telefe Noticias, junto a Juan Carlos Pérez Loizeau, Rosario Lufrano, Amalia Rosas, Franco Salomone, Joaquín Morales Solá, Rosemarie, Carlos Asnaghi, Fanny Mandelbaum, Jorge Jacobson, Ulises Lencina, Jorge Pizarro, Paula Trapani, Eduardo Palucci, Daniel Frescó, María América González, Fabián Rousselot, Dolores Cahen D'Anvers, Orestes Katorosz, Fernando Menéndez, entre otros.
- 1991: Primera Noche junto a Rosario Lufrano.
- 1993-1998: Red de Noticias

## Vida
Tuvo un importante romance con el cantante español Joan Manuel Serrat.

## Fallecimiento
Laly Cobas falleció tras una larga dolencia la noche del domingo 6 de mayo de 2012, pobre y olvidada por el medio. Cobas tenía 58 años.